# Franz Kallenbach
Franz Joseph Kallenbach (* 21. August 1893; † 12. September 1944 in Darmstadt) war ein deutscher Mykologe. Sein botanisch-mykologisches Autorenkürzel lautet „Kallenb.“.
Kallenbach studierte Pädagogik am Ernst-Ludwig-Seminar in Bensheim und wirkte danach als Lehrer in Darmstadt.
Neben seinem Beruf war Kallenbach ein profilierter Mykologe, der sich unter anderem auch mit der Problematik von Pilzschäden durch Gebäudepilze wie dem Hausschwamm beschäftigte. Sein Hauptforschungsgebiet waren die Dickröhrlingsverwandte (Röhrlinge), über die er eine noch heute verwendete Monographie veröffentlichte, die von seiner Frau Maria Kallenbach mit naturgetreuen Zeichnungen versehen wurde. Die Monographie erschien in der Reihe Die Pilze Mitteleuropas, deren Begründer und Herausgeber Kallenbach war.
Kallenbach war auch als Mitarbeiter der Deutschen Gesellschaft für Pilzkunde tätig. Weiter war er Direktor der Hessischen Landesstelle für Pilz- und Hausschwamm-Beratung und des Mykologischen Instituts der Deutschen Gesellschaft für Pilzkunde.
Kallenbach und seine Frau kamen beim Luftangriff auf Darmstadt ums Leben.